# 青衣東北公園
青衣東北公園（英語：Tsing Yi Northeast Park）是香港一個大型公園，位於新界青衣島担杆山路10號，佔地5.8公頃，建於2010年5月28日，毗鄰皇仁舊生會中學、青泰苑及長安邨，公園沿青衣北岸而建，並連接青衣海濱公園，由康樂及文化事務署管理。公園原址在2000年代初填海前是船廠。

## 設施
公園為不同年齡的市民提供多種康樂設施：包括1個11人人造草地足球場及可容納200名觀眾的看台(開放時間為上午8時至晚上11時)、兩個籃球場暨排球場、門球場、單車徑、兒童單車徑、滑板場(開放時間為上午7時至晚上11時)、單車租用亭 及一個公眾收費停車場。
其他康樂設施包括兩個兒童遊樂場、足健徑、露天廣場、海濱長廊、設有健體站的緩跑徑、長者健體園地及園景區。上述設施的開放時間為24小時。

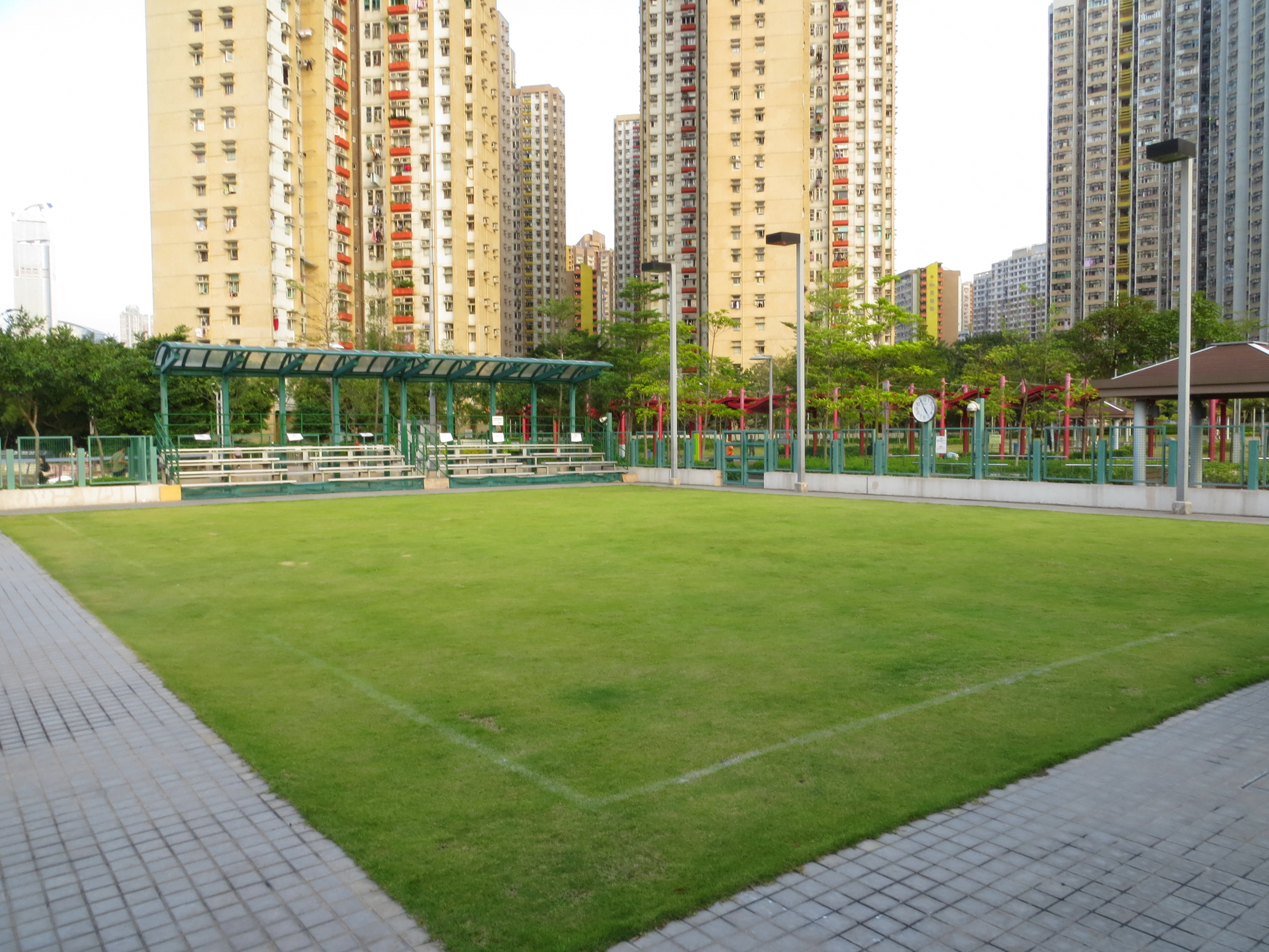
青衣東北公園內的門球場

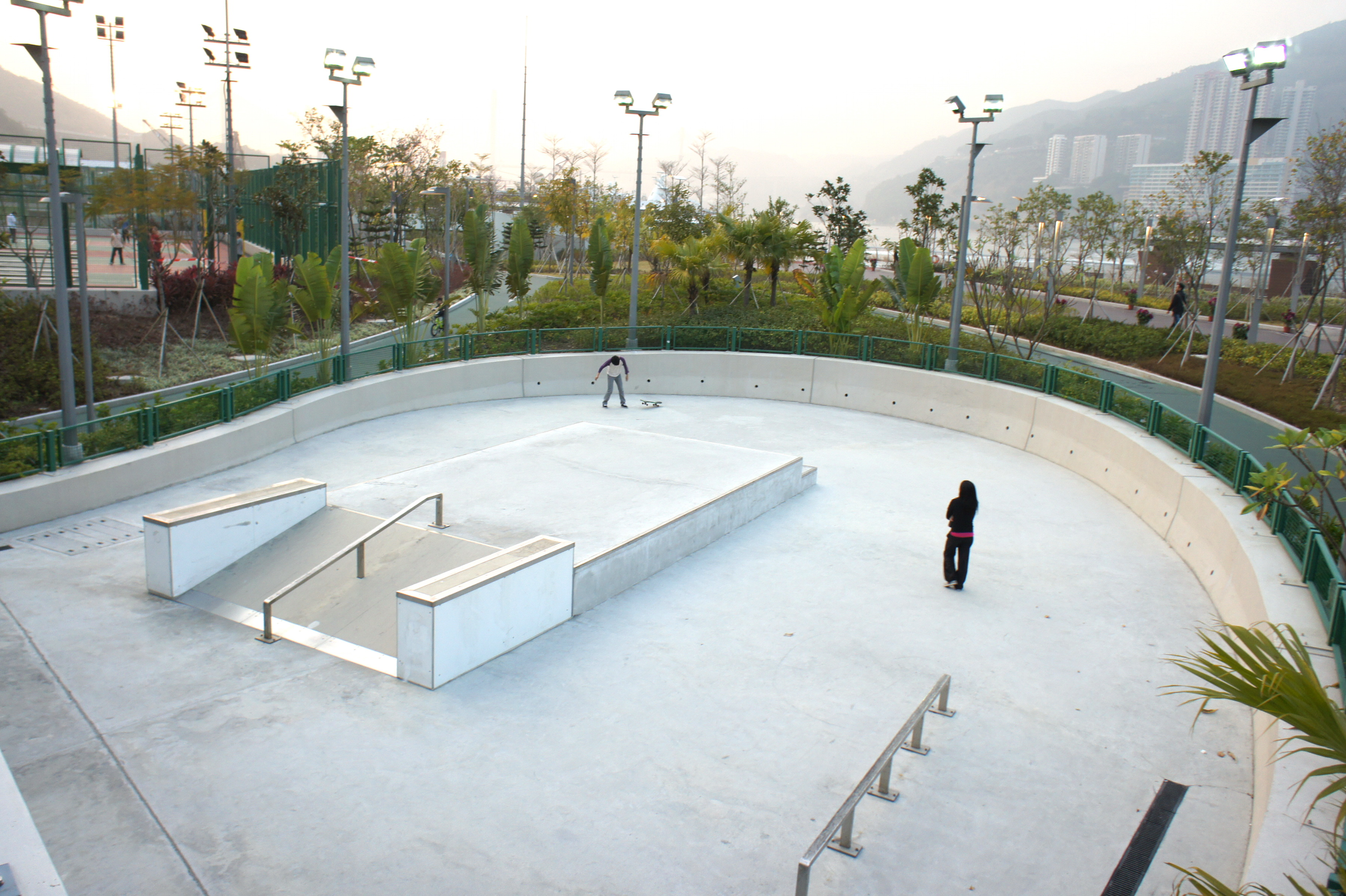
青衣東北公園內的滑板場

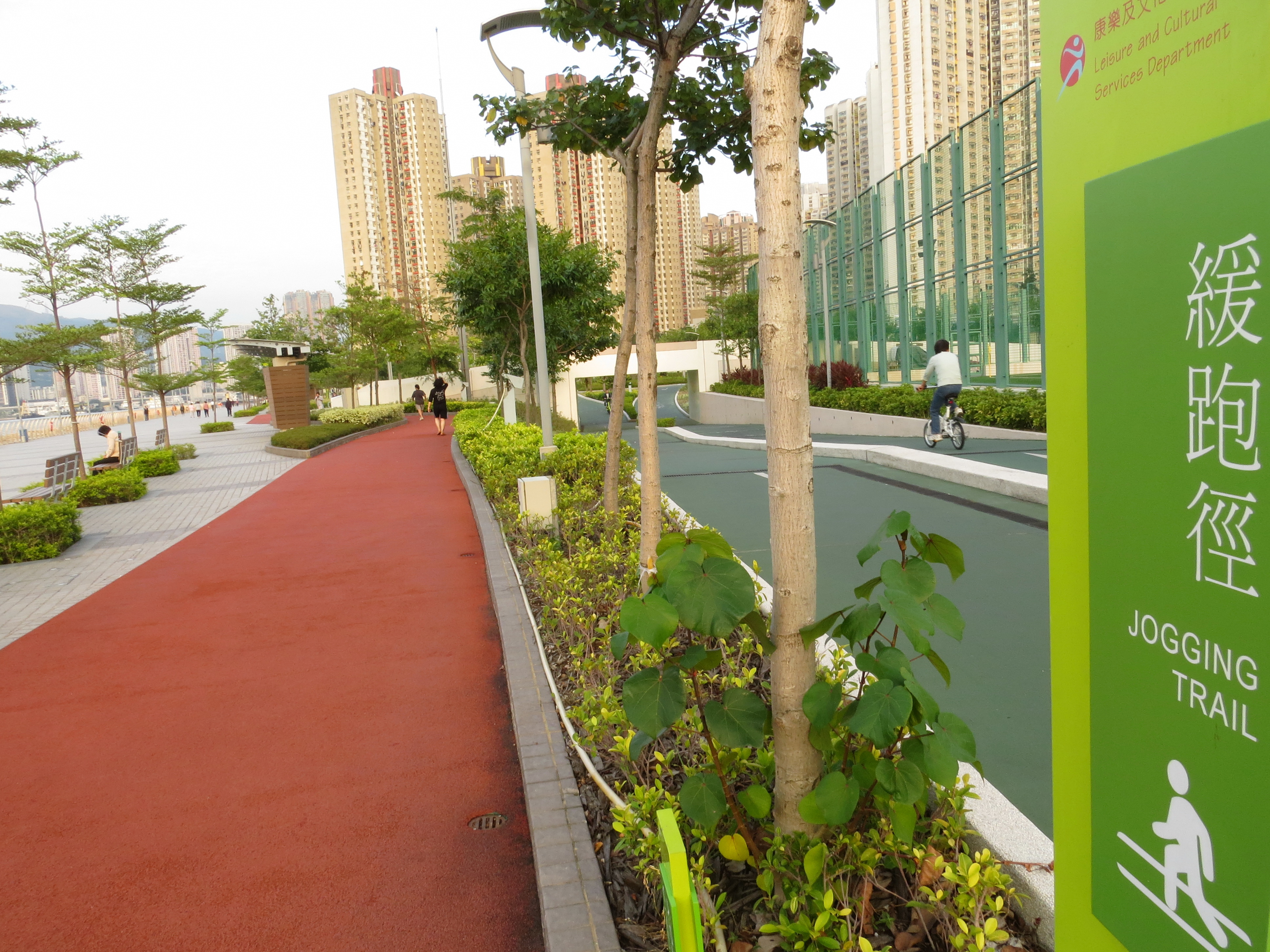
青衣東北公園內的緩跑徑

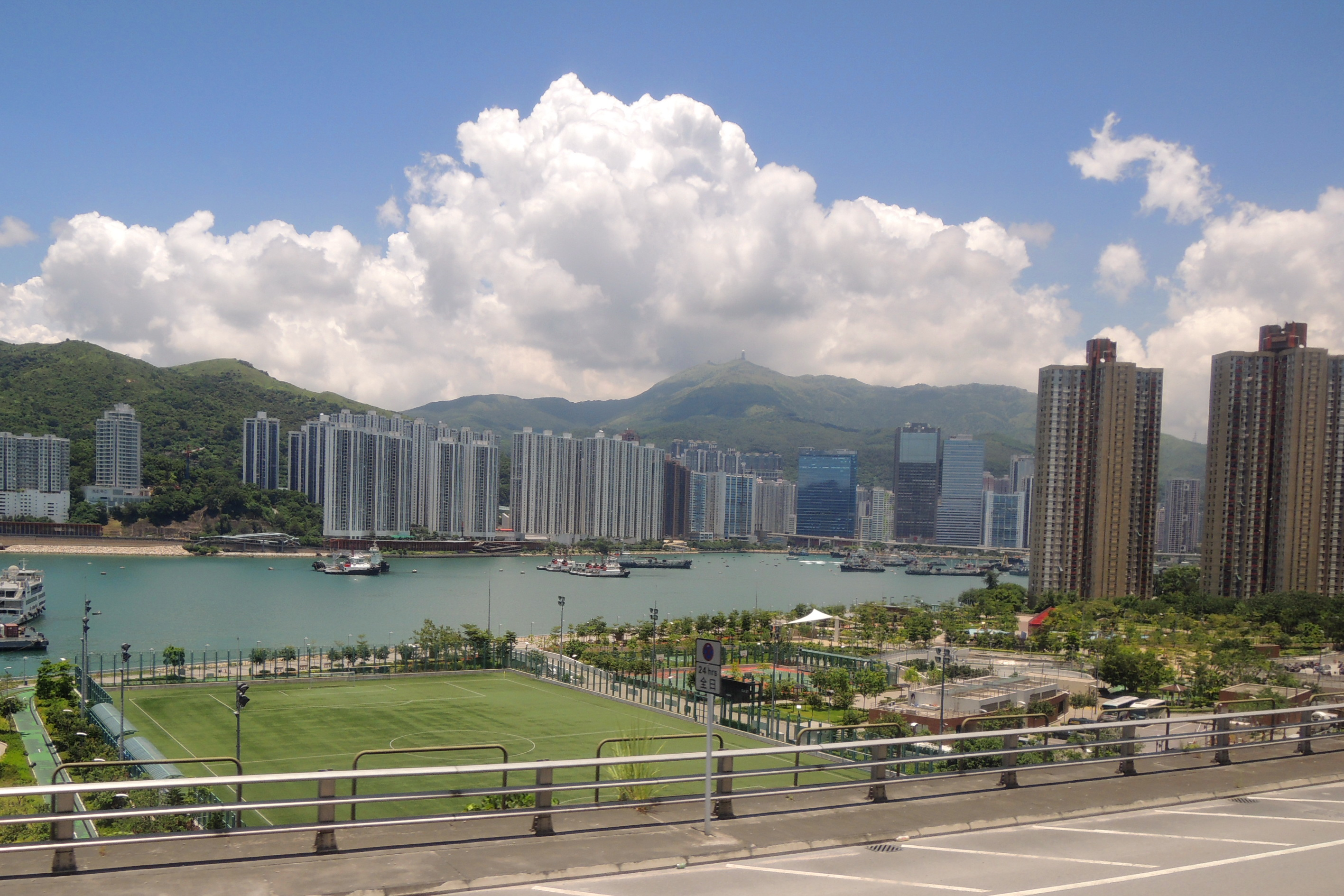
從青衣北岸公路望向青衣東北公園的足球場

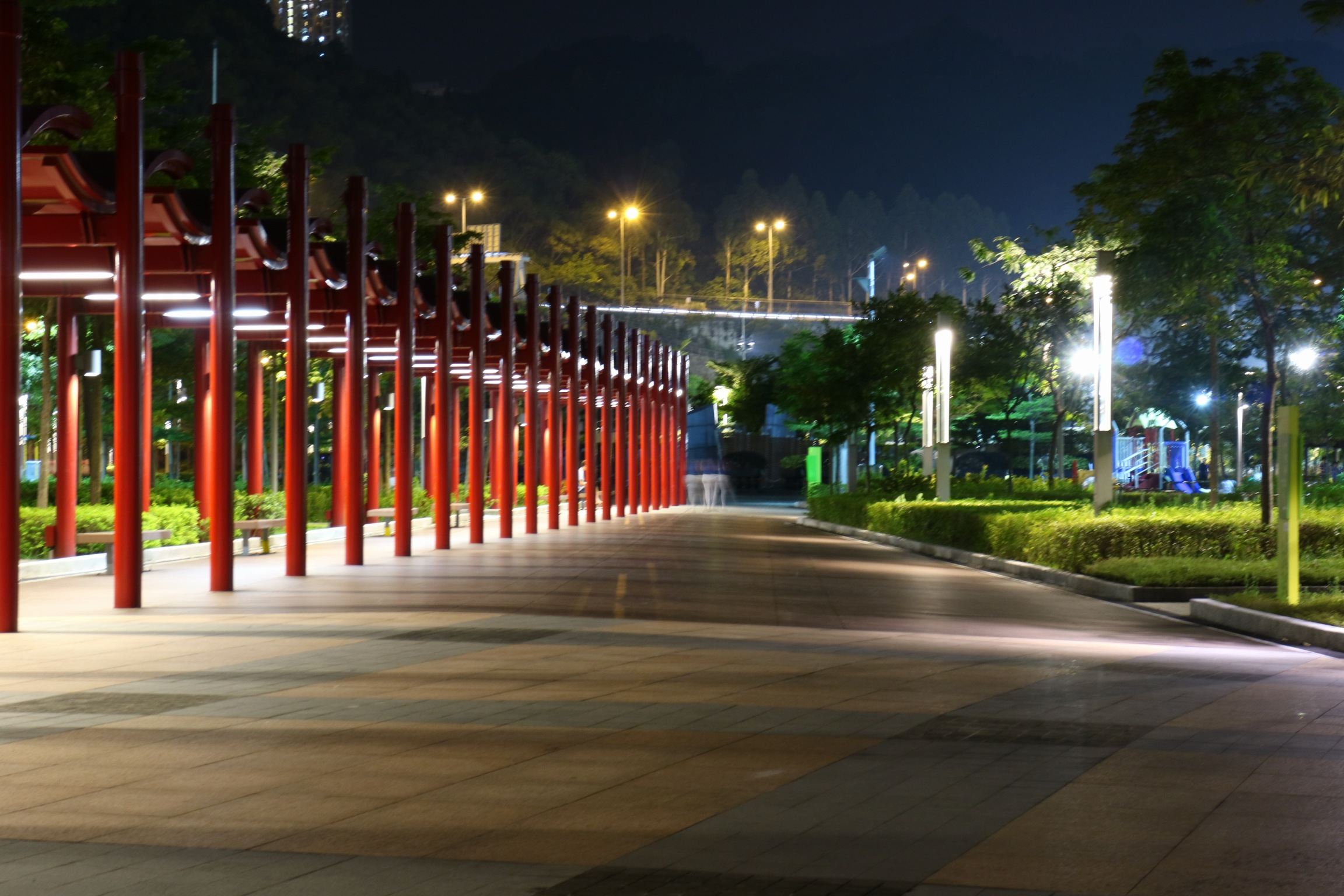
入夜後的青衣東北公園

## 外部連結
- 青衣東北公園 康樂及文化事務署網站